# UCI Road Women World Cup 2002
De UCI Road Women World Cup 2002, ook bekend als de Wereldbeker wielrennen voor vrouwen 2002, was de vijfde editie van deze internationale wielerwedstrijdcyclus voor vrouwen, die werd georganiseerd door de internationale wielerfederatie UCI. De competitie bestond uit negen wedstrijden, en begon op 3 maart met de wereldbekerwedstrijd in Snowy Mountains, Australië. 

## Puntentelling
De nummers één tot en met twintig behaalden punten voor het wereldbekerklassement.
- 1e plaats - 75 pnt
- 2e plaats - 50 pnt
- 3e plaats - 35 pnt
- 4e plaats - 30 pnt
- 5e plaats - 27 pnt

- 6e plaats - 24 pnt
- 7e plaats - 21 pnt
- 8e plaats - 18 pnt
- 9e plaats - 15 pnt
- 10e plaats - 11 pnt

- 11e plaats - 10 pnt
- 12e plaats - 9 pnt
- 13e plaats - 8 pnt
- 14e plaats - 7 pnt
- 15e plaats - 6 pnt

- 16e plaats - 5 pnt
- 17e plaats - 4 pnt
- 18e plaats - 3 pnt
- 19e plaats - 2 pnt
- 20e plaats - 1 pnt

## Overzicht
| №  | Datum | Wedstrijd                                    | Locatie                    | Winnares             |
| -- | ----- | -------------------------------------------- | -------------------------- | -------------------- |
| #1 | 03/03 | Australia World Cup                          | Snowy Mountains, Australië | Petra Rossner        |
| #2 | 10/03 | New Zealand World Cup                        | Hamilton, Nieuw-Zeeland    | Petra Rossner        |
| #3 | 23/03 | Primavera Rosa                               | San Remo, Italië           | Mirjam Melchers      |
| #4 | 17/04 | Waalse Pijl                                  | Hoei, België               | Fabiana Luperini     |
| #5 | 21/04 | GP Castilla y León                           | Valladolid, Spanje         | Regina Schleicher    |
| #6 | 02/06 | Coupe du Monde Cycliste Féminine de Montréal | Montreal, Canada           | Dede Barry           |
| #7 | 24/08 | GP Ouest France-Plouay                       | Plouay, Frankrijk          | Regina Schleicher    |
| #8 | 08/09 | GP Suisse Féminin                            | Embrach, Zwitserland       | Svetlana Boebnenkova |
| #9 | 15/09 | Rotterdam Tour                               | Rotterdam, Nederland       | Petra Rossner        |

## Eindklassement
| №  | Naam                      | Punten | Punten | Punten | Punten | Punten | Punten | Punten | Punten | Punten | Totaal |
| №  | Naam                      | #1     | #2     | #3     | #4     | #5     | #6     | #7     | #8     | #9     | Totaal |
| -- | ------------------------- | ------ | ------ | ------ | ------ | ------ | ------ | ------ | ------ | ------ | ------ |
|    | Petra Rossner             | 75     | 75     | 0      | 0      | 50     | 9      | 50     | 11     | 75     | 345    |
|    | Mirjam Melchers           | 35     | 18     | 75     | 30     | 35     | 30     | 30     | 30     | 0      | 283    |
|    | Regina Schleicher         | —      | —      | 0      | 18     | 75     | —      | 75     | 7      | 50     | 225    |
| 4  | Priska Doppmann           | 24     | 11     | 0      | 35     | 27     | 21     | 2      | 35     | 0      | 155    |
| 5  | Rochelle Gilmore          | 50     | 50     | —      | —      | —      | —      | 0      | 0      | 11     | 111    |
| 6  | Susanne Ljungskog         | 8      | 21     | 11     | —      | —      | 0      | 35     | 24     | —      | 99     |
| 7  | Fabiana Luperini          | —      | —      | 0      | 75     | —      | 8      | 15     | 0      | —      | 98     |
| 8  | Hanka Kupfernagel         | 27     | 35     | 0      | 6      | 24     | —      | —      | —      | —      | 92     |
| 9  | Svetlana Boebnenkova      | —      | —      | 8      | 3      | —      | —      | 0      | 75     | —      | 86     |
| 10 | Simona Parente            | —      | —      | 9      | 15     | —      | —      | 10     | 50     | —      | 84     |
| 11 | Lyne Bessette             | —      | —      | —      | 50     | 0      | 24     | —      | 8      | —      | 82     |
| 12 | Deirdre Demet-Barry       | —      | —      | —      | —      | —      | 75     | 0      | —      | —      | 75     |
| 13 | Debby Mansveld            | 0      | 24     | 0      | —      | 0      | —      | —      | —      | 35     | 59     |
| 14 | Nicole Brändli            | —      | —      | 15     | 10     | 11     | —      | —      | 21     | —      | 57     |
| 15 | Virginie Moinard          | —      | —      | 30     | 0      | —      | 0      | 0      | —      | 27     | 57     |
| 16 | Anna Millward             | —      | —      | —      | —      | —      | 50     | —      | —      | —      | 50     |
| 17 | Diana Žiliūtė             | —      | —      | 50     | 0      | 0      | —      | —      | —      | —      | 50     |
| 18 | Judith Arndt              | 9      | 0      | —      | 0      | 0      | 27     | 9      | 0      | 0      | 45     |
| 19 | Hayley Rutherford         | 30     | 4      | 0      | 0      | 10     | —      | —      | 0      | —      | 44     |
| 20 | Edita Pučinskaitė         | —      | —      | 0      | 24     | 15     | —      | —      | —      | —      | 39     |
| 21 | Aline Camboulives         | —      | —      | 0      | 11     | —      | 15     | 11     | 0      | 0      | 37     |
| 22 | Eneritz Iturriaga         | —      | —      | 0      | —      | 0      | —      | 27     | 9      | —      | 36     |
| 23 | Chantal Beltman           | —      | —      | 35     | 0      | 0      | —      | —      | —      | —      | 35     |
| 24 | Geneviève Jeanson         | —      | —      | —      | —      | —      | 35     | —      | —      | —      | 35     |
| 25 | Heidi Van De Vijver       | 15     | 9      | 0      | 1      | 2      | —      | —      | —      | 8      | 35     |
| 26 | Sandrine Marcuz           | —      | —      | 0      | 0      | —      | 10     | 24     | —      | 0      | 34     |
| 27 | Luisa Tamanini            | —      | —      | 24     | —      | 9      | —      | —      | —      | —      | 33     |
| 28 | Andrea Bosman             | —      | —      | 27     | 5      | 0      | 0      | 0      | —      | 0      | 32     |
| 29 | Angela Brodtka            | —      | —      | 0      | 0      | 30     | —      | —      | 0      | —      | 30     |
| 30 | Yvonne Brunen             | —      | —      | —      | —      | —      | —      | —      | —      | 30     | 30     |
| 31 | Zinaida Stahurskaia       | —      | —      | 3      | —      | —      | —      | —      | 27     | —      | 30     |
| 32 | Alison Wright             | 0      | 30     | 0      | 0      | 0      | —      | —      | 0      | —      | 30     |
| 33 | Melissa Holt              | 21     | 8      | —      | —      | —      | 0      | —      | —      | —      | 29     |
| 34 | Naomi Williams            | 2      | 27     | 0      | 0      | 0      | —      | —      | 0      | —      | 29     |
| 35 | Caroline Alexander        | —      | —      | —      | 21     | 0      | 7      | —      | 0      | —      | 28     |
| 36 | Nicole Cooke              | —      | —      | 1      | 27     | 0      | —      | —      | —      | —      | 28     |
| 37 | Miho Oki                  | 0      | 6      | 0      | 2      | 18     | 0      | 0      | 0      | 2      | 28     |
| 38 | Joane Somarriba           | —      | —      | 5      | —      | 0      | —      | 21     | —      | —      | 26     |
| 39 | Katia Longhin             | —      | —      | —      | —      | —      | —      | —      | —      | 24     | 24     |
| 40 | Alessandra Cappellotto    | —      | —      | 7      | 0      | 6      | —      | —      | —      | 10     | 23     |
| 41 | Sylvie Riedle             | —      | —      | 10     | 0      | 1      | 0      | 3      | 0      | 9      | 23     |
| 42 | Tanja Schmidt-Hennes      | —      | —      | 1 8    | 0      | 0      | —      | —      | 0      | 5      | 23     |
| 43 | Vera Carrara              | —      | —      | 21     | 0      | 0      | —      | —      | 0      | —      | 21     |
| 44 | Rosalind Reekie-May       | 11     | 10     | —      | —      | —      | —      | —      | —      | —      | 21     |
| 45 | Monica Valen              | —      | —      | 0      | 0      | 21     | 0      | —      | 0      | 0      | 21     |
| 46 | Tania Belvederesi         | —      | —      | —      | —      | —      | —      | —      | —      | 21     | 21     |
| 47 | Margaret Hemsley          | 6      | 5      | 0      | 0      | 8      | —      | —      | —      | —      | 19     |
| 48 | Susan Palmer              | —      | —      | —      | —      | —      | 1      | 18     | 0      | —      | 19     |
| 49 | Mari Holden               | 18     | —      | —      | —      | 0      | —      | —      | —      | 0      | 18     |
| 50 | Tatiana Stiajkina         | —      | —      | —      | —      | —      | —      | —      | 18     | —      | 18     |
| 51 | Sara Symington            | —      | —      | 0      | 0      | —      | 18     | 0      | —      | —      | 18     |
| 52 | Ghita Beltman             | —      | —      | —      | —      | —      | —      | —      | —      | 1 8    | 18     |
| 53 | Rosa Maria Bravo          | —      | —      | 0      | 0      | 3      | 3      | 0      | 1 0    | —      | 16     |
| 54 | Amber Neben               | —      | —      | —      | —      | 0      | 11     | —      | 5      | —      | 16     |
| 55 | Arenda Grimberg           | 0      | 15     | 0      | 0      | 0      | —      | 0      | 0      | 0      | 15     |
| 56 | Zoulfia Zabirova          | —      | —      | 0      | 0      | —      | —      | —      | 15     | —      | 15     |
| 57 | Christina Mos             | —      | —      | —      | —      | —      | —      | —      | —      | 15     | 15     |
| 58 | Kym Shirley               | 10     | 3      | 0      | 0      | —      | —      | —      | 0      | —      | 13     |
| 59 | Cindy Pieters             | —      | —      | 0      | 8      | 4      | —      | 0      | —      | 0      | 12     |
| 60 | Pia Sundstedt             | —      | —      | 0      | 7      | 0      | 5      | —      | —      | —      | 12     |
| 61 | Kimberly Bruckner         | 5      | 0      | —      | 0      | 0      | 4      | 0      | 0      | —      | 9      |
| 62 | Trixi Worrack             | —      | —      | —      | 9      | 0      | —      | —      | 0      | —      | 9      |
| 63 | Sophie Creux              | —      | —      | 0      | 0      | —      | —      | 8      | —      | —      | 8      |
| 64 | Rasa Polikevičiūtė        | —      | —      | 4      | 4      | 0      | —      | —      | —      | —      | 8      |
| 65 | Kimberly Anderson         | 7      | —      | —      | —      | 0      | 0      | —      | 0      | 0      | 7      |
| 66 | Emma James                | 1      | 1      | —      | —      | —      | —      | 5      | 0      | 0      | 7      |
| 67 | Madeleine Lindberg        | 0      | —      | —      | —      | —      | —      | 4      | 3      | 0      | 7      |
| 68 | Lisbeth Simper            | —      | —      | 0      | 0      | —      | —      | 7      | 0      | —      | 7      |
| 69 | Olga Sljoesarjova         | —      | —      | 0      | —      | 7      | —      | —      | —      | —      | 7      |
| 70 | Elisabeth Tadich          | 0      | 7      | 0      | 0      | 0      | —      | —      | —      | —      | 7      |
| 71 | Esther van der Helm       | —      | —      | —      | —      | —      | —      | —      | —      | 7      | 7      |
| 72 | Magali Le Floc'h          | —      | —      | —      | —      | —      | —      | 6      | —      | 0      | 6      |
| 73 | Theresa Senf              | —      | —      | 6      | —      | —      | —      | —      | 0      | —      | 6      |
| 74 | Anita Valen               | —      | —      | —      | —      | —      | —      | —      | 6      | —      | 6      |
| 75 | Daniela Veronesi          | —      | —      | 0      | 0      | —      | 6      | 0      | 0      | —      | 6      |
| 76 | Marcia Eicher-Vouets      | —      | —      | —      | —      | —      | —      | —      | —      | 6      | 6      |
| 77 | Olga Zabelinskaia         | —      | —      | 0      | 0      | 5      | —      | —      | —      | —      | 5      |
| 78 | Sara Felloni              | —      | —      | 0      | —      | —      | —      | —      | 4      | —      | 4      |
| 79 | Catherine Marsal          | 4      | 0      | 0      | 0      | 0      | 0      | 0      | 0      | 0      | 4      |
| 80 | Anette Beutler            | —      | —      | —      | —      | —      | —      | —      | —      | 4      | 4      |
| 81 | Jessica Phillips          | 3      | 0      | —      | 0      | 0      | 0      | —      | —      | —      | 3      |
| 82 | Vera Koedooder            | —      | —      | —      | —      | —      | —      | —      | —      | 3      | 3      |
| 83 | Elisabeth Chevanne-Brunel | —      | —      | 0      | 0      | 0      | 0      | 1      | 1      | 0      | 2      |
| 84 | Olivia Gollan             | 0      | 2      | 0      | 0      | 0      | —      | —      | 0      | —      | 2      |
| 85 | Valentyna Karpenko        | —      | —      | —      | 0      | —      | —      | —      | 2      | —      | 2      |
| 86 | Valentina Polkhanova      | —      | —      | 2      | —      | —      | —      | —      | 0      | —      | 2      |
| 87 | Susy Pryde                | —      | 0      | —      | —      | —      | 2      | —      | —      | —      | 2      |
| 88 | Sarah Waller              | —      | —      | —      | —      | —      | —      | —      | —      | 1      | 1      |